# Paul Sauer
Paul Oliver Sauer (Wynberg, 1898. január 1. – Stellenbosch, 1976. január 11.) dél-afrikai politikus, miniszter, a Nemzeti Párt élethossziglani tagja.

## Élete
Sauer a Fokváros melletti Wynbergben született 1898-ban, Jacobus Wilhelmus Sauer és Mary Constance Cloete harmadik gyermekeként. Amikor hatéves volt, a család apja farmjára, Uitkykbe költözött. Kezdetben Sauer egy szomszédos farmon járt iskolába. Tizenegy éves korától a Dél-Afrikai Kollégiumi Iskolában, 1916-tól pedig a Dél-Afrikai Kollégiumban tanult. Bár ez utóbbiban nem sikerült diplomát szereznie, felvételizett a Victoria College (ma Stellenboschi Egyetem) mezőgazdasági képzésére, itt diplomázott. 1921-től az uitkyki farmon gazdálkodott édesanyjával.
1933-ban Humansdorp választókerület képviselőjenként beválasztották a Népgyűlésbe, melynek egészen 1966-ig tagja maradt. 1966 és 1970 között szenátorként munkálkodott, majd még két évig, 1972-ig a Nemzeti Párt fokföldi tagozatának alelnöke maradt, mielőtt végleg visszavonult a politikától. 

## Fordítás
Ez a szócikk részben vagy egészben  a   Paul Sauer című angol Wikipédia-szócikk ezen változatának fordításán alapul.  Az eredeti cikk szerkesztőit annak laptörténete sorolja fel. Ez a jelzés csupán a megfogalmazás eredetét és a szerzői jogokat jelzi, nem szolgál a cikkben szereplő információk forrásmegjelöléseként.